# Arithmetica

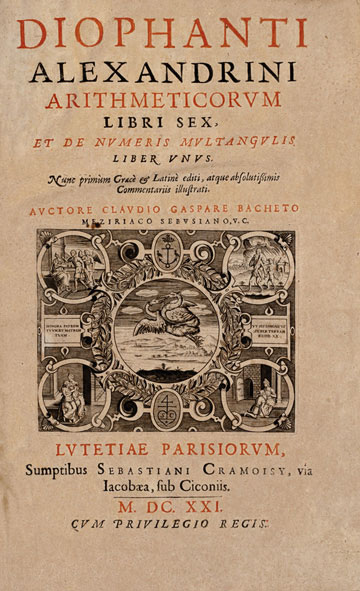
Omslaget till 1621 års upplaga, översatt till latin av Claude Gaspard Bachet de Méziriac.

Arithmetica är en forntida grekisk matematisk text skriven av matematikern Diofantos under 200-talet efter Kristus. Det är en samling av 130 algebraiska problem med numeriska lösningar av bestämda ekvationer (de med en unik lösning) och obestämda ekvationer.
Ekvationerna i boken kallas för diofantiska ekvationer. Metoden för att lösa sådana ekvationer kallas för diofantisk analys. De flesta Arithmetica-problemen medför andragradsekvationer. Det var dessa ekvationer som inspirerade Pierre de Fermat till att lägga fram Fermats stora sats, i anslutning till Fermats kopia av "Arithmetica", som anger att ekvationen {\displaystyle x^{n}+y^{n}=z^{n}} – där {\displaystyle x}, {\displaystyle y}, {\displaystyle z} och {\displaystyle n} är nollskilda heltal – inte har någon lösning {\displaystyle n} större än 2.
I bok 3 löser Diofantos problem med att hitta värden som utgör två linjära uttryck som samtidigt kan anta kvadratisk och kubisk form. I bok 4 hittar han rationella potenser mellan givna tal. Han märkte också att tal på formen {\displaystyle 4n+3} inte kan vara summan av två kvadrater. Han förmodade också att varje tal kan skrivas som summan av fyra kvadrater. Om han hade vetat detta (i betydelsen att ha bevisat det istället för att bara ha förmodat det) så skulle det betraktats som anmärkningsvärt: ens Fermat – som förklarade resultatet – misslyckades med att lämna ett bevis på det, och det var inte löst förrän Joseph Louis Lagrange bevisade det genom att använda resultat av Leonhard Euler.
Arithmetica blev känt bland muslimska matematiker under 900-talet när Abu l-Wafa översatte den till arabiska.